# 1983年の全日本耐久選手権
1983年の全日本耐久選手権は、1983年4月3日に日本の鈴鹿サーキットで開幕し、10月2日にWEC-JAPANで閉幕するまで、全3戦で争われた。なお富士スピードウェイでの3戦（500㎞、1000㎞、500マイル）は富士ロングディスタンスシリーズとして全日本戦に含まれなかった。

## 開催カレンダー
| 開催日  | 開催地 | イベント名                   | 優勝 | 優勝                                                    | PP | PP                                           |
| 開催日  | 開催地 | イベント名                   | #    | ドライバー - 周回数 / 車種                              | #  | ドライバー - タイム / 車種                   |
| 4月3日  | 鈴鹿   | インターナショナル鈴鹿500km  | 1    | ヴァーン・シュパン 藤田直広 83周 / ポルシェ・956        | 1  | 藤田直広 2分15秒44 / ポルシェ・956           |
| 8月29日 | 鈴鹿   | インターナショナル鈴鹿1000km | 1    | ヴァーン・シュパン 藤田直広 166周 / ポルシェ・956       | 23 | 星野一義 2分7秒33 / マーチ・83G/日産         |
| 10月2日 | 富士   | WEC-JAPAN                    | 2    | デレック・ベル ステファン・ベロフ 225周 / ポルシェ・956 | 2  | ステファン・ベロフ 1分10秒02 / ポルシェ・956 |

### 全日本戦以外
| 開催日   | 開催地 | イベント名          | 優勝 | 優勝                                              | PP | PP                         |
| 開催日   | 開催地 | イベント名          | #    | ドライバー - 周回数 / 車種                        | #  | ドライバー - タイム / 車種 |
| 6月5日   | 富士   | 全日本富士500km     | 1    | ヴァーン・シュパン 藤田直広 115周 / ポルシェ・956 |    |                            |
| 7月24日  | 富士   | 全日本富士1000km    | 1    | ヴァーン・シュパン 藤田直広 230周 / ポルシェ・956 |    |                            |
| 11月27日 | 富士   | 全日本富士500マイル | 1    | ヴァーン・シュパン 藤田直広 180周 / ポルシェ・956 |    |                            |

## 主なエントリー
| No. | マシン                                | ドライバー                                   | エントラント                           | タイヤ |
| --- | ------------------------------------- | -------------------------------------------- | -------------------------------------- | ------ |
| 1   | ポルシェ・956                         | バーン・シュパン 藤田直広                    | トラスト                               | D      |
| 7   | MCS・グッピー/マツダ                  | 戸谷千代三 赤池卓                            | アルファキュービック・レーシングチーム | B      |
| 11  | 日産・スカイラインターボC             | 長谷見昌弘 都平健二                          | ハセミモータースポーツ                 | D      |
| 16  | マツダ・717C                          | 寺田陽次郎 従野孝司 ピエール・デュドネ       | マツダスピード                         | D      |
| 17  | トムス・82C/トヨタ トムス・83C/トヨタ | 松本恵二 関谷正徳 星野薫                     | トムス                                 | B      |
| 20  | LM・03C/日産                          | 柳田春人 和田孝夫                            | セントラル20レーシングチーム           | D      |
| 23  | マーチ・83G/日産                      | 星野一義 萩原光                              | ホシノレーシング                       | B      |
| 37  | トムス・83C/トヨタ                    | ジェフ・リース デレック・デイリー 鈴木利男   | チームイクザワ                         | D      |
| 65  | ロテック・M1C/BMW                     | 長坂尚樹 鈴木恵一 クルト・ロッテルシュミット | オートビューレック・モータースポーツ   | Y      |
| 77  | 童夢・RC-83/フォード                  | エイエ・エリジュ ティフ・ニーデル            | 童夢                                   | D      |
| 81  | MCS・グッピー/トヨタ                  | 見崎清志 中村正和                            | ミサキスピード                         | D      |
| 88  | MCS・グッピー/BMW                     | 本橋敏夫 鈴木亜久里                          | パナスポーツ・ジャパン                 | D      |